# 学校法人姫路学院
学校法人姫路学院（がっこうほうじんひめじがくいん）は、兵庫県姫路市に本部を置いていた学校法人。
関西大学を卒業した溝田弘利が理事長であった。 

## 概要
1973年開設。姫路学院女子短期大学を運営する。
2000年近畿福祉大学を開設。
2009年1月に学校法人都築学園に吸収合併。